# Craspedosis miranda
Craspedosis miranda là một loài bướm đêm trong họ Geometridae.